# Bukowiny
Bukowiny – wieś kociewska w Polsce, położona w województwie pomorskim, w powiecie starogardzkim, w gminie Osiek na wschodnim krańcu kompleksu leśnego Borów Tucholskich.
W latach 1975–1998 miejscowość administracyjnie należała do województwa gdańskiego.

## Historia wsi
Od drugiej połowy października 1906 r. do 21 lipca 1907 r. w miejscowej szkole elementarnej odbył się strajk dzieci przeciwko nauczaniu religii w języku niemieckim. Z uczestników strajku znane są nazwiska następujących dzieci: J., K., J. Leppkowie, S., M. Janiccy, W., K., D. Fryckowscy, R., I., J. Chabowscy, F., A., Z. Knuthowie, B., A., W., B. Reszkowie, J., J., B., B. Wedelowie, R., L., M., F., B. Janiccy, Z., R. Czerwińskie, M., B. Komejonowie, L. Jagla, J. Gardzielewski, J. Drost, A. Chmarzyńska, S. Kruczkowski, L. Orzechowska. Strajk był elementem znacznie większej akcji biernego oporu wobec pruskich władz szkolnych, która na przełomie 1906 i 1907 r. objęła ponad 460 (!) szkół w prowincji Prusy Zachodnie, czyli przedrozbiorowe Pomorze Gdańskie, Powiśle, ziemię chełmińską i ziemię lubawską oraz część Krajny. Inspiracją dla strajków pomorskich były wcześniejsze działania dzieci w prowincji wielkopolskiej, ze słynnym strajkiem we Wrześni (1901) na czele.